# Pegomya setibasis
Pegomya setibasis är en tvåvingeart som beskrevs av Huckett 1965. Pegomya setibasis ingår i släktet Pegomya och familjen blomsterflugor. Inga underarter finns listade i Catalogue of Life.